# Mistorf
Mistorf és un municipi alemany, situat al districte de Rostock, a l'estat de Mecklemburg-Pomerània Occidental, Alemanya. Té 25,35 km² d'àrea, i la seua població al 2019 arribava als 635 habitants.